# 현대 베타엔진

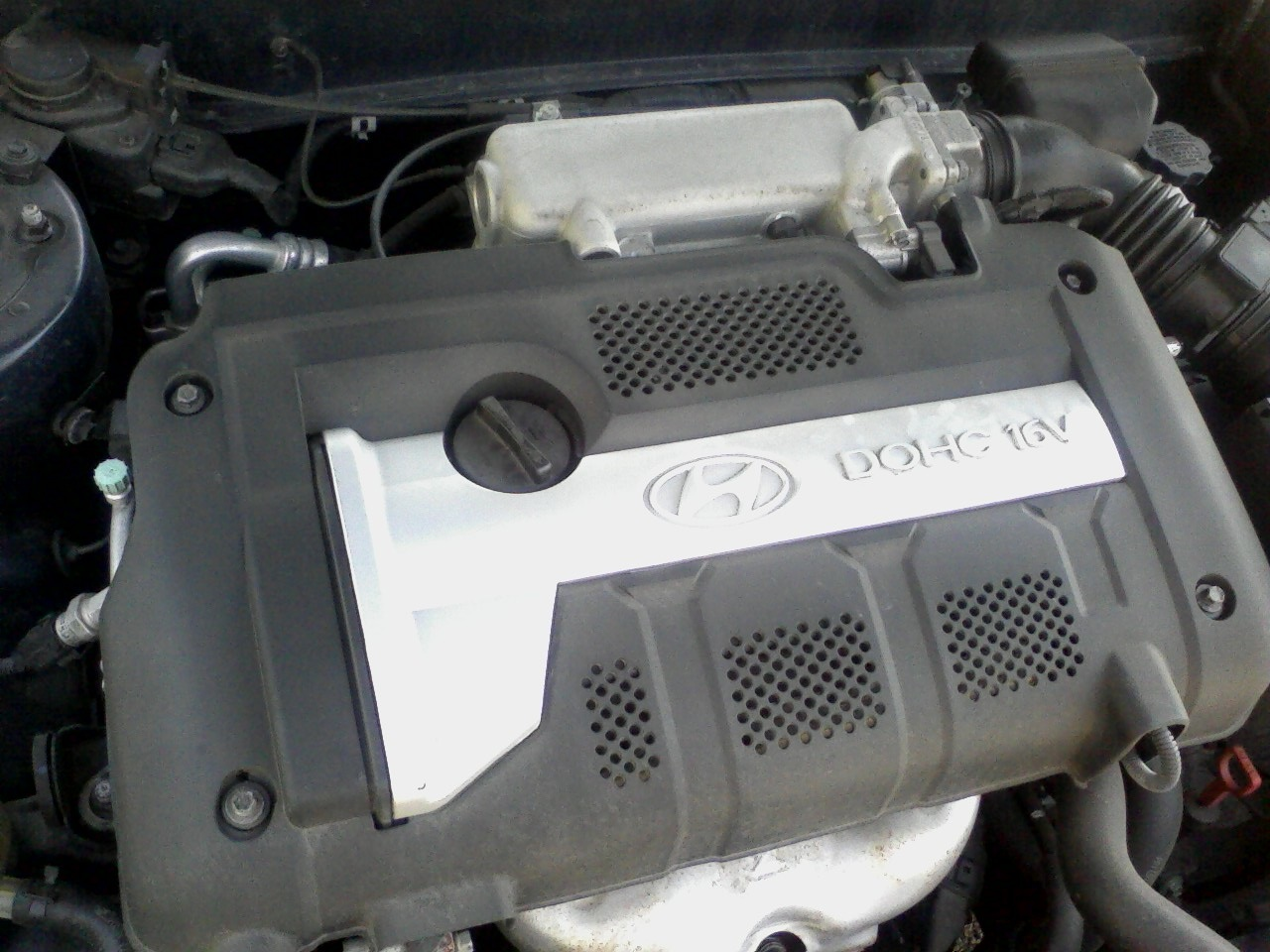
현대 베타엔진

현대 베타엔진(영어: Hyundai Beta engine)은 대한민국 울산광역시에서 생산 중인 1.6L ~ 2.0L I4 엔진이다.

## 개요
현대자동차의 승용차용 직렬 4기통 엔진으로, 휘발유와 LPG를 연료로 사용한다. 형식명은 G4G이다.
1.6ℓ, 1.8ℓ, 2.0ℓ 사양 세가지로, 그 중 1.6리터 사양은 해외시장용이었다.
1995년 3월 18일에 출시한 1세대 아반떼(J2)에 1.8ℓ 사양이 처음 적용되었으며, 장영실상을 수상하기도 하였다.
이듬해인 1996년에는 2.0ℓ 사양이 아반떼 플랫폼 기반의 전륜구동 스포츠 쿠페인 티뷰론(RD)에 적용되었다.
2002년 이후 VVT(Variable Valve Timing) 기술을 더했으며, 2011년 기아 쏘울(AM)이 페이스리프트를 거치기 전까지 마지막으로 적용되었다. 후속은 누우 엔진이다.

## 1.6ℓ
엔진코드 G4GR. 최대토크 14.6kg.m / 4900rpm, 최대출력 116ps / 6000rpm
해당 엔진은 내수시장과 미국 시장을 제외한 수출 사양에만 적용되었다.
- 적용차종
  - 아반떼(J2)
  - 티뷰론
  - 투스카니

## 1.8ℓ
엔진 코드 G4GM.
배기량 1,795cc, 최고출력 138/6,000rpm, 최대토크 17.6/5,000.
- 적용 차종
  - 아반떼(J2,XD,HD)
  - 티뷰론(RD)
  - 뉴 EF 쏘나타
  - 라비타
  - 옵티마

## 2.0ℓ
엔진 코드 G4GC, G4GF.
최고출력 143ps/6,000rpm, 최대토크 19.0kg.m/4,500rpm
'G4GC' 엔진은 'G4GF'의 후속인 베타 II 엔진이며, VVT(Variable Valve Timing)가 적용되었다.
- 적용 차종
  - 아반떼(XD)
  - 아반떼(HD)
  - 티뷰론(RD)
  - 투스카니(GK)
  - 투싼(JM)
  - 트라제 XG(FO)
  - 쎄라토(LD)
  - 스포티지(KM)
  - i30(FD)
  - 씨드(ED)
  - 카렌스(RS)
  - 쏘울(AM)